# Caluão
Caluão (em árabe: أمّ القيوين; romaniz.: Umm al Qaywayn) é um dos emirados nos Emirados Árabes Unidos. Ele está localizado no norte do país. O atual xeique e governante é Amade Arraxide ibne Almuala (الشيخ راشد بن احمد المعلا).
O emirado tem 57 834 habitantes (2006) e tem uma área de 777 quilómetros quadrados.

## História
Caluão tem um significado arqueológico muito importante, com grandes descobertas neste campo em Tel Abraque e em Ed Dour onde foram achadas inúmeras cabeças de flecha e outros instrumentos em sílex, que datam de há pelo menos 10 000 anos tal como em outros locais dos Emirados, embora não tão antigos. Peças de cerâmica do período al-Ubaid foram descobertas ao longo das margens deste Emirado apontando todas as evidências para que o contacto com a Mesopotâmia existia pelo menos desde o quinto milénio antes da Era comum com uma produção própria de cerâmica apenas a aparecer no terceiro século antes da Era Comum.

### Idade do Bronze
Durante a idade do Bronze (3000-1300 AEC), tribos semi-nómadas habitaram com regularidade a região, eles mudavam em grupos de lugar para lugar de modo a coletarem madeira da acácia indígena para a fundição de cobre, este metal era enviado para todos os portos proeminentes e próximos do Golfo Pérsico sendo Umm an-Nar uma destas, este comercio e laços com a Mesopotâmia foram regularmente mantidos marcando o comércio do cobre o início de prosperidade da região
Durante esta idade a agricultura floresceu com dados recolhidos que demonstram que havia colheitas abundantes, sendo que o trigo, o milho e outros grãos de cereal também foram cultivados, onde houvesse água suficiente para irrigação pois crê-se que o clima naquele período era bem mais temperado do que atualmente. Durante o Período de Um Alnar (entre os 2600-2000 AEC) foram construídos várias torres e fortalezas em alguns pontos do território de Caluão, sendo os mais comuns associados a este Emirado os túmulos fortaleza circulares.

### História Moderna
A história moderna deste Emirado, começou em 1775, quando o xeique Majide Almuala, fundador da linhagem Almuala pertencente à tribo Al  Ali estabeleceu um xerifado independente em Caluão. A tribo Al Ali estabeleceu-se naquela região à cerca de 200 anos quando moveu a capital da ilha de Al-Sinniyah para atual localização da cidade de Caluão, tudo porque a meio do século XVIII os recursos hídricos desta ilha se estavam a esgotar rapidamente.
Em 8 de Janeiro o Xeique Abedalá I  assinou com o Reino Unido o Tratado Geral Marítimo, aceitando deste modo ser um protetorado deste país de modo a manter o Império Otomano fora do seu Emirado e ter autonomia política, foi acompanhado nessa assinatura pelos governantes vizinhos dos Emirados de Ajmã, Dubai, Recoima e Xarja, desta maneira teriam a proteção do Reino Unido contra qualquer ataque vindo deste Império, a posição destes reinos sobre a rota para Índia era de tal maneira importante para serem reconhecidos como um estado aliado a saudar, esta saudação era efetuada pelos navios da marinha real Britânica com uma saudação de três canhões, sendo conhecida esta costa como a Costa da Trégua e/ou Estados da Trégua, pois este tratado proibia a piratagem.
Em 1903 o famoso levantamento efetuado pela J.G. Lorimer's Gazetteer à Costa da Trégua referiu que a cidade de Caluão, e também capital deste Emirado, tinha mais de 5 000 habitantes e identificou esta cidade como uma dos maiores centros de construção naval, produzindo mais de 20 barcos/ano, o dobro dos do Dubai, e quatro vezes mais do que o vizinho Emirado de Sharjah.
Em 2 de Dezembro de 1971, o xeique Amade II ibne Raxide Almuala aderiu aos Emirados Árabes Unidos, sendo um dos seus seis fundadores, juntando-se o Emirado de Recoima apenas em 1972.

### Governantes
Sendo um Emirado, é governado por Xeiques e/ou Emires que sendo reis absolutos são não só comandantes das tropas (real significado de Emir), chefes religiosos como e também o "ancião, chefe, soberano, líder ou governador" do seu reino (múltiplos significados de Xeique), os que governaram este Emirado foram:
- 1775 – 17?? o Xeique Majid Almuala;
- 17?? – 1816 o Xeique Raxide I ibne Majid Almuala;
- 1816 – 1853 o Xeique Abedalá I ibne Raxide Almuala;
- 1853 – 1873 o Xeique Ali ibne Abedalá Almuala;
- 1873 – 13 Junho de 1904 o Xeique Amade I ibne Abedalá Almuala;
- 13 Junho de 1904 – Agosto de 1922 o Xeique Raxide II ibne Amade Almuala;
- Agosto de 1922 – Outubro de 1923 o Xeique Abedalá II ibne Raxide Almuala;
- Outubro de 1923 – 9 de Fevereiro de 1929 o Xeique Amade ibne Ibrahim Almuala;
- 9 de Fevereiro de 1929 – 21 de Fevereiro de 1981 o Xeique Amade II ibne Raxide Almuala;
- 21 de Fevereiro de 1981 – 2 de Janeiro de 2009 o Xeique Raxide ibne Amade Almuala.

Desde 2 Janeiro de 2009 é governado pelo Xeique Saúde ibne Raxide Almuala.

## Clima
A temperatura média de Novembro a Março é de 27 ºC durante o dia e de 15 ºC durante a noite, esta pode atingir no pico do Verão, valores acima dos 40 ºC com níveis de umidade altos. A pluviosidade é mínima e raramente atinge anualmente os 40 mm. Durante todo o ano na costa deste Emirado existem brisas marítimas que tornam, durante o dia, as temperaturas mais suportáveis.
|                         | Jan  | Fev  | Mar  | Abr  | Mai  | Jun  | Jul  | Ago  | Set  | Out  | Nov  | Dez  | Ano   |
| ----------------------- | ---- | ---- | ---- | ---- | ---- | ---- | ---- | ---- | ---- | ---- | ---- | ---- | ----- |
| Temperatura Máxima(°C)  | 23,7 | 25,9 | 28,9 | 33,5 | 38,1 | 39,7 | 41,2 | 41,2 | 38,8 | 35,4 | 30,3 | 25,9 | 33,55 |
| Temperatura mínima (°C) | 13,2 | 14,2 | 16,5 | 20,3 | 24,2 | 26,5 | 29,4 | 29,2 | 26,1 | 22,7 | 18,7 | 14,8 | 21,32 |
| Chuvas(mm)              | 6,9  | 1,3  | 2,6  | 2,6  | 0    | 0    | 0    | 0,1  | 0    | 0    | 6,8  | 9,6  | 29,90 |

Fonte: NCMS

## Cultura
A cultura dos Emirados Árabes Unidos é completamente árabe, não estivesse este país na península arábica, girando em torno desta influência cultural na sua via mais tradicional e do Islão em particular como religião dominante deste xerifado. Esta influência estende-se a todos os campos: arquitetura, música, vestuário, culinária, e estilo de vida. Desde 2006, que o fim de semana é toda Sexta e Sábado como um compromisso entre a Sexta sagrada do Islão e o fim de semana tradicional ocidental que dura todo o Sábado-Domingo, de notar que antes começaria pelo meio dia de Sexta e acabaria ao meio dia de Domingo.

## Turismo.[10]
- Forte de Caluão: É uma fortaleza militar que foi a casa do Emir e que guardaria a entrada da cidade velha, tendo vista para o mar num dos lados e no outro para o ancoradouro. Está localizada perto da Mesquita de Masjid e do Bazar local. Posteriormente teve as funções de esquadra de polícia e por fim a de Museu. O Museu abriga importantes artefactos arqueológicos de locais próximos, incluindo das ruínas de Ed Dour bem como a coleção de armas foram usadas ao longo de toda a história do Emirado«In UAQ Old Town, past and present collide». The National. Consultado em 22 de Setembro de 2016 .
- Antigo porto: É um porto antigo e histórico que se situa na cidade antiga perto do antigo estaleiro onde os artesãos marítimos ainda se continuam a reunir bem como os pescadores . Este está rodeado por velhas casas construídas com coral de gesso que ainda exibe várias casas antigas com pormenores arquiteturais em gesso«In UAQ Old Town, past and present collide». The National. Consultado em 22 de Setembro de 2016 .
- Ilhas de Caluão: São ilhas situadas a leste da península que alberga a principal cidade e capital do Emirado, consistem em ilhas de areia rodeadas por densas florestas de mangues separadas por rios e lodaçais. Por entre estas existe uma área navegável que é conhecida pelo canal de Madaar que é a rota que os pescadores usam mesmo na maré vazia quando apenas tem pouco mais que um metro de fundo. São sete ilhas, a saber:
  - Al-Sinniyah, Jazirat al-Ghallah e Al-Keabe todas visíveis da cidade velha e do Forte;
  - Al Sow, Al Qaram, Al Humaidi, Al Chewria e Al Harmala que sendo bastante mais pequenas estão no meio das três maiores referidas e em enseadas mais recônditas da costa.
- Ruínas de Ed Dour: Localizadas muito perto da cidade de Caluão são consideradas as maiores ruínas arqueológicas do período pré-Islâmico da costa do Golfo Pérsico.[11] Entre 200 Antes da Era Comum e 200 Era Comum esta cidade antiga foi um importante porto comercial, nesta identificou-se dois monumentos públicos relevantes, uma pequeno forte quadrado com torres redondas nos cantos e um templo quadrado dedicado à antiga divindade Solar semítica Shamash que é segundo os estudiosos o único na Península Arábica dedicado a esta divindade[12]«A rich history uncovered: Sharjah exhibition showcases unearthed UAQ artefacts». The National. Consultado em 22 de Setembro de 2016. Foram encontradas nestas antigas ruínas, centenas de túmulos, que atestam a importância desta cidade na antiguidade e que em alguns casos são túmulos coletivos que contém mais do que um individuo provavelmente uma família.
- Dreamland Aqua Park: O maior parque de diversões aquático dos Emirados Árabes Unidos situa-se na costa de Caluão, a cerca de 40 minutos de carro da cidade do Dubai com 250 000 m2 (62 acres) com grandes jardins e mias de 30 escorregas de grandes dimensões e atrações várias. Operando todo o ano este tem a capacidade de albergar diariamente mais de dez mil visitantes.[13]

## Ambiente
A ilha de Assibua, que está junto à cidade de Caluão é o habitat da maior colónia nos Emirados Árabes Unidos do Cormorão de Socotra, com mais de 15 mil casais que aí nidificam, tornando esta colónia na terceira maior do mundo. Nessa ilha também foi introduzida a gazela arábica que parece prosperar. A vida marinha em torno desta ilha é abundante e diversa sendo abundante o Tubarão-de-pontas-negras-do-recife que patrulha os diversos recifes enquanto que a Tartaruga-verde é comum junto à costa. Entre a ilha de Assinia e a costa há a região de Khor al-Beidah, uma área extensa de areia e lodaçais que tem uma importância internacional grande devido ao seu fluxo de água na manutenção do estuário existente e de vários lençóis de agua doce subterrâneos. Embora não formalmente protegida esta ilha, a par da região de Khor al-Beidah, é uma das áreas mais intocáveis e com o ambiente mais variado e protegido em todos os Emirados. Em Maio de 2016 foi anunciado um investimento de 25 Bilhões de USD para essa ilha desconhecendo-se qual o impacto ambiental que um complexo que ocupará 1 217 acres dessa ilha terá neste ambiente descrito.